# نزيهة رجيبة
نزيهة رجيبة (تُعرف أيضا بـأم زياد) هي ناشطة حقوق إنسان وصحفية تونسية.

## الدراسة
تخرجت نزيهة رجيبة من دار المعلمين العليا في 1969 في اختصاص اللغة العربية.

## النشاط
كانت نزيهة رجيبة من أشرس المعارضين لنظام الرئيس التونسي الأسبق زين العابدين بن علي. كانت أستاذة مبرزة في العربية في المعهد الثانوي المنزه السادس وقدمت استقالتها من التدريس في سبتمبر 2003. انتمت لحزب المؤتمر من أجل الجمهورية وشغلت منصب الكاتب العام للحزب وقدمت استقالتها من الحزب في يونيو 2011.

## الجوائز
- الجائزة الدولية لحرية الصحافة (2009)

## وصلات خارجية
- رسالة السيدة نزيهة رجيبة (أم زيـاد) إلى وزير التربية والتكوين حزب المؤتمر من أجل الجمهورية، 12 أكتوبر 2003